# فرانسوا والژو
فرانسوا والژو (به فرانسوی: François Vallejo) نویسنده و استاد دانشگاه قرن بیستم میلادی اهل فرانسه است.